# I-Doser
I-Doser is een betaald computerprogramma waarvan de maker beweert dat het bepaalde toestanden van de menselijke hersenen kan stimuleren door middel van het voortdurend achter elkaar afspelen van hoge en lage tonen. Zo een afspeelbestand heet ook wel een dose, vandaar de naam I-Doser. 

## Werking
I-Doser zou gebruikmaken van het fenomeen binaurale frequenties, die uitsluitend optreden bij het gebruik van een hoofdtelefoon, waarbij het linker- en rechterkanaal strikt van elkaar gescheiden dienen te zijn. Ieder kanaal heeft een verschillende frequentie, waarbij de hersenen op de daartussenliggende frequentie gaan resoneren, die gemeten kunnen worden met een eeg. Verschillende frequentiegebieden corresponderen met specifieke bewustzijnstoestanden. Onderzoekers staan sceptisch tegenover de door de ontwikkelaars geclaimde effecten van de I-Doser.

## Verschillende soorten
Bij het programma zijn verschillende soorten doses mogelijk, waarvan de ontwikkelaars beweren dat ze een stimulerend dan wel rustgevend effect hebben, of de werking van illegale drugs nabootsen. Doses zijn tussen de 10 en 50 minuten lang.